# 黄庭经
黄庭經指《太上黄庭内景玉經》和《太上黄庭外景玉經》，約出於魏晉之際，收入《正統道藏》洞玄部本文類，大旨在於服氣以養精神。主張固守精神，則身形可以長存。《内景經》乃道教上清一脈修習要典，據傳為上清仙真降授於南嶽魏華存，後來成為宋元内丹家修炼内丹的重要典籍。早期意見主張內景經較為早出，不過有學者認為從用韻來看，《外景經》之韻例比《内景經》更古更早；《外景經》也與早期天師道關係密切，實為內景經的源流。
黃庭外、内二經，《外景經》一百九十六句，分為上中下三經或二十四章，《内景經》四百三十七句，分爲三十六章，均是規整的七言韻語，各版本異文甚多，句之多少、有無及次序先後，各有不同。
是書以韻語描述人體五官、五臟、六腑以及全身八景諸神二十四真形象與作用，旨在存神內觀，固精練氣，填滿黃庭，久而行之，則五臟生華、色返孩童，最後臻至長生久視之境。

## 題解
黃庭一詞在東漢後期已出見，如邊韶《老子銘》：「出入丹廬，上下黃庭」。《靈寶五符序》：「奉請降中央含樞紐黃帝君、太帝真人子丹、黃庭戊己、天倉玉女，中央諸靈官」。《老子中經》：「中央黃氣，黃庭高仙，服食黃氣，飲之醴泉」。
《抱朴子》將「命門」、「黃庭」、「明堂」並列，《抱朴子·至理》：「堅玉鑰於命門，結北極於黃庭，引三景於明堂」。
據梁丘子《黃庭內景玉經註》的解釋，黃庭之義喻指中央，「黃者，中央之色也；庭者，四方之中也」。但黃庭所在之身中部位，眾說紛紜。早期的注解者，認為黃庭是「身中神」所居處之一，而在：
1. 頭兩眉之中（卻入一寸至三寸）。[8]
2. 眼睛。[9]
3. 脾。[10]（《老子中經》主此說）
4. 下丹田（臍下三寸）。[11]（《金闕帝君三元真一經》主此說）
5. 腦中、心中、脾中。[12]（通常採此解釋，謂為上中下三黃庭）

後世的內丹家，則說黃庭在：
1. 五臟之正中（心之下去三寸六分，臍腎之上三寸六分）。[13]（《鐘呂傳道集》等丹書主此說）
2. 臍內空處或臍中一寸三分。[14]（陳攖寧、《重陽真人金關玉鎖訣》主此說）
3. 三焦。[15]
4. 脾胃夾中處。[16]

或認為黃庭並不實指某個身體部位，而是：
1. 有名無所，萬有皆空之境，至虛至無，不可見、不可聞，沖氣之所在。[17]（李涵虚、全真道士劉一明主此說）

龔鵬程認為黃庭養生之術源自中國傳統醫學，主張「黃庭」應當是指任脈中庭穴。
內景，指心觀一體之象，內視身中之神。梁丘子《黃庭內景玉經註》：「內者心也，景者象也。外象喻即日月星辰雲霞之象也。內象喻即血肉筋骨臟腑之象也。心居身內，存觀一體之象色，故曰內景」。《內景經·務成子注敘》說：「景者，神也。其經有十三神，皆身中之內景名字」。與內景相對為外景，《黃庭外景經》原名《黃庭經》，唐人爲區別於《黃庭內景經》而題作「外景」。

## 內容

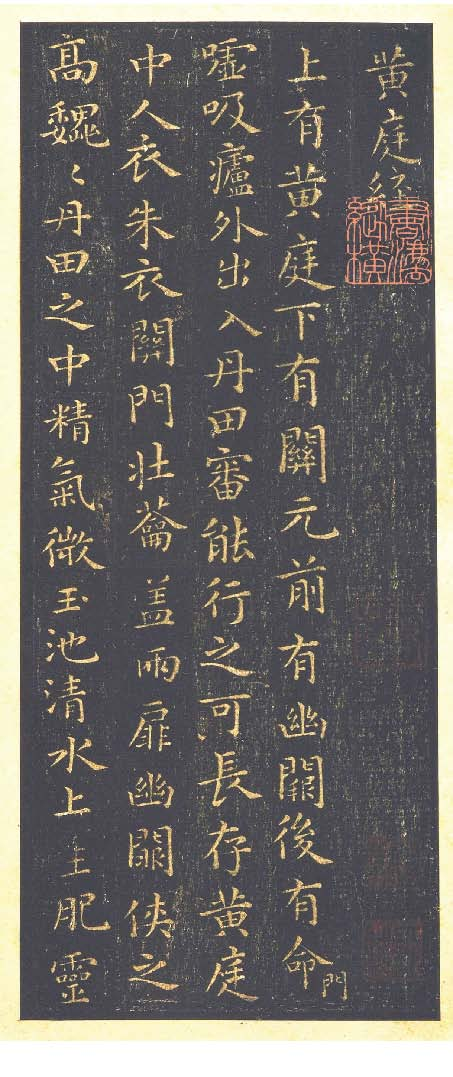
王羲之書黃庭經，宋拓本

全書以道教思神守一，寶精愛氣之說與古代醫家臟腑理論相結合，闡述修煉長生成仙之術。
經中宣稱人首腦室及面部五官、胸腹內五臟六腑及腸胃等器官，皆有真人神仙居住其中。修道者若能常誦此經書，默念神名，存思身神形狀、服色、居處及其職司等等，便能通神感靈，使臟腑安和，形神相守。延年卻老，成仙升天。
經文尤其強調存思上中下三丹田之神，即腦部泥丸、胸部絳宮（心臟）及臍下命門之神。認為三丹田乃積精行氣之要穴，常思其神則自然長生不死。除誦經思神之外，經中又言及漱津咽液、吐納元氣、房中固精、服食五芽、飛奔日月等方術，特別重視積精累氣。
《黄庭经》所述的一些内修养生之术，与《周易参同契》的炼丹之道相结合，在唐宋时期流变为内丹道，成为中唐以後道教养生方术的主流。

## 注解
- （唐）梁丘子，黃庭內景、外景玉經註
- （唐）務成子，上清黃庭內景、太上黃庭外景經
- （金）劉處玄，黃庭內景玉經註
- （宋）曾慥，黃庭篇、太極篇、內景篇、外景篇（出自道樞）
- （清）董德寧，太上黃庭經發微
- （清）蔣國祚，黃庭內景經、外景經
- （清）劉一明，黃庭經解
- （清）李涵虛，黃庭經註解（太上十三經註解）
- （清）石和陽，黃庭外景陰符經合注
- （清）楊任芳，黃庭經闡註[20]
- （清）朱靖旬/敉齋主人，黃庭經箋註[21]
- （民國）陳攖寧，黃庭經講義
- 劉連朋、顧寶田，新譯黃庭經．陰符經，三民書局，2008年
- 蕭登福，黃庭經古注今譯，青松出版社，2017年

## 相關著作
- 《登真隱訣》 〈存神別法〉（陶宏景認為是竊紫度炎光之文）
- 《登真隱訣》〈誦黃庭經法〉（陶宏景認為是傍擬偽經，構造此訣」）
- 《黃庭遁甲緣身經》〈誦黃庭經訣〉
- 《雲笈七籤》〈誦黃庭經訣〉〈推誦黄庭内景經法〉（務成子注本，源自《太真玉帝四極明科經》）
- 《太上黃庭中景經》
- 《黃庭內景五臟六腑補瀉圖》
- 《黃庭遁甲緣身經》
- 《上清黃庭養神經》
- 《太清中黃真經》
- 《內景圖（英语：Neijing Tu）》
- 《修真圖（英语：Xiuzhen Tu）》

## 影響
《黃庭經》不僅被道教尊為重要經典，而且也很受知識分子的歡迎。晉王羲之曾書寫《黃庭經》全文，是書法界的珍寶。歐陽修刪正過黃庭經，蘇軾、米芾、黃庭堅曾書寫《黃庭經》，蘇軾又仿其文體作讚詞。陸游對《黃庭經》也很喜愛，曾作詩曰：「白髮始悟頤生妙，盡在《黃庭》兩卷中」。